# シナジー幾何学
株式会社シナジー幾何学（シナジーきかがく）は、かつて存在した日本のマルチメディアコンテンツ制作会社である。1986年に設立され、1998年に倒産した。代表取締役を粟田政憲が務めた。

## 概要
自由国民社で音楽雑誌『KEYPLE』（キープル）の編集をしていた粟田政憲らが独立し、1985年に編集プロダクション「シナジー」として設立。雑誌の付録に「ソノシート」を付けるなど画期的な試みをしていた。設立当初は音楽之友社の音楽雑誌『Techii』（テッチー）の編集が主な業務だったが、MacとDTPを導入したことがきっかけとなり、MacとCD-ROMを使ったマルチメディア作品の制作に乗り出す。
1991年に東芝EMIとの共同制作によるマルチメディア作品『Alice』をリリース。マルチメディアコンテンツの制作で知られるようになり、特に1993年リリースの『ガジェット』の大ヒットによって、マルチメディアコンテンツ制作のトップメーカーとしての地位を確立した。『ガジェット』はアメリカでも8万枚を売り上げ、製作を担当した庄野晴彦が米『Time』誌に取り上げられるなど、一躍有名ベンチャー企業になった。
オラシオン、デジタローグ、ボイジャーとともに、1990年代前半のマルチメディアの時代を代表するメーカーとなり、4社が中心となって1994年に「マルチメディア・タイトル制作者連盟」（Association of Multimedia Developers、通称・AMD、現・デジタルメディア協会）を設立。
1994年よりマルチメディアを再生可能な次世代ゲーム機の登場に伴い、コンシューマゲーム機で作品をリリースした。3DO用ゲーム『鉄人』（1994年）はアート性の高さが評価されたものの、ゲームとしては低い評価を受けた。なお『鉄人』の続編『Tetsujin RETURNS』（1995年）は、普通に遊べるレベルまでクオリティを向上させたものの、その分アート性が損なわれたことから、特筆すべき点の無いゲームとして逆に評価が低まった。
3DO初期となる1994年までは、まだコンシューマゲーム機でもインタラクティブでマルチメディアな作品が受け入れられる余地があったものの、ゲーム機戦争が本格化する1995年以降になると、ゲーム性の低い当社の作品は全く評価されなくなった。特に1996年に発売された『イエロー・ブリック・ロード』は、1993年にパソコンで発売された作品をコンシューマゲーム機に移植したものだが、『セガサターンマガジン』誌の「読者レース」の評価において、初登場時に『デスクリムゾン』と『大冒険 セントエルモスの奇跡』に次ぐ全678本中676位、『サタマガ』1998年2.27・3.6日合併号で「読者レース」最下位帝王に就任し「黄色い悪魔」と呼ばれ、最終オッズは全945本中909位と、著しく低い評価を受け、悪い意味でネタにされた。なお、1996年にPCとピピンアットマークでリリースされた続編『イエロー・ブリック・ロードII グリンダと西の魔女』は、実は良作として評価が高い。
マルチメディアブームの終了とともに、売れない商品を扱うのを嫌がったソフトバンクがソフトウェア卸から撤退したので、自社で卸をやることになり、1997年にツクダオリジナルと共同でソフトウェア卸の「ツクダシナジー」を設立。ツクダは中堅の玩具メーカーで、それほど卸が強いわけではなく、またシナジーの売れない商品を買い取って支えられるほど経営が良いわけでもなかった。
1990年代後半になると、ソフト制作費の高騰やヒット作の不在などにより、資金繰りが悪化。マルチメディアブームの時は銀行も気前よく金を出してくれ、例えば『ガジェット』の知的所有権を担保に三菱銀行から1億8000万円の出資を受けたりしていたが、バブル後の不良債権問題が顕在化した1990年代末になると銀行も貸し渋りをし始め、1998年に銀行が出資金を引き上げたことがきっかけとなって倒産した。創業以来、黒字になった年度はなかったらしい。
シナジー幾何学の倒産後、ツクダシナジーはPCソフトウェア卸としてしばらく活動したが、ツクダオリジナル本体の経営不振に伴い2002年に倒産した。

## 沿革
- 1986年 - 設立
- 1990年 - CD-ROMタイトルの制作を開始。
- 1991年 - 東芝EMIと共同制作した『Alice』で「1991 AVA マルチメディアグランプリ通商産業大臣賞」を受賞。
- 1992年 - 『L-ZONE』（ディレクション：庄野晴彦）が「1992 マルチメディアグランプリ・インタラクティブメディア部門最優秀賞」を受賞。
- 1993年
  - 『GADGET（英語版）』（ディレクション：庄野晴彦）が「1993 マルチメディアグランプリ通商産業大臣賞」を受賞。
  - 日本IBMと『Yellow Brick Road』（ディレクション：三浦洋幸）を共同制作。
- 1994年 -  松下電器産業と共同開発した『鉄人』（ディレクション：日下部実）を3DO向けにリリース。
- 1997年 - 玩具メーカー「ツクダ」との合弁会社「ツクダシナジー」を設立。PCゲームなどのCD-ROMの販売を手掛けた。シナジー幾何学倒産後もこの社名で数年は事業を継続した。
- 1998年 - 映画製作や投資などソフト制作費の高騰に見合うヒット作の不在が顕在化して、資金繰りが悪化。12月21日に東京地裁に自己破産を申請した。負債総額は約9億円[1] 。